# Головач, Яков Павлович
Яков Павлович Голова́ч (1923-1945) — старший лейтенант Рабоче-крестьянской Красной Армии, участник Великой Отечественной войны, Герой Советского Союза (1945).

## Биография
Яков Головач родился 9 декабря 1923 года в селе Палиевка (ныне — Ямпольский район Сумской области Украины) в крестьянской семье. Окончил десять классов школы. В июле 1941 года Головач был призван на службу в Рабоче-крестьянскую Красную Армию. В 1942 году он окончил Харьковское танковое училище в Чирчике. С сентября того же года — на фронтах Великой Отечественной войны. Принимал участие в боях на Ленинградском и 1-м Белорусском фронтах. В 1943 году был ранен. К январю 1945 года старший лейтенант Яков Головач командовал ротой 220-й отдельной танковой бригады (5-й ударной армии, 1-го Белорусского фронта). Отличился во время освобождения Польши.
Рота была включена в состав подвижной группы армии и вместе с остальными подразделениями группы совершила 70-километровый марш-бросок, выйдя в тыл немецких войск, и захватила плацдарм на западном берегу Одера в районе населённого пункта Киниц к северу от Зеелова. За период с 14 по 31 января 1945 года рота Головача уничтожила 6 танков, 27 противотанковых орудий, а также большое количество вражеских солдат и офицеров. Погиб в бою 23 марта 1945 года. Похоронен в польском городе Дембно.

## Награды
Указом Президиума Верховного Совета СССР от 24 марта 1945 года за «образцовое выполнение заданий командования по выходу к Одеру, умелое руководство танковой ротой, личное мужество и отвагу, проявленные в боях с немецкими захватчиками» старший лейтенант Яков Головач посмертно был удостоен высокого звания Героя Советского Союза. Также был награждён орденами Ленина, Отечественной войны 1-й степени, Красной Звезды медалями «За отвагу» и За оборону Ленинграда.

## Память
В честь Головача была названа школа и улица в Палиевке.